# Eduardo José Diniz Costa
Eduardo José Diniz Costa (* 18. April 1989 in Guaraí) ist ein brasilianischer Fußballspieler.

## Karriere
Eduardo begann seine Karriere 2006 beim Zweitligisten Paulista FC. 2009 wechselte er zu Guarani FC. 2009 wurde er mit dem Verein Vizemeister der zweiten Liga und stieg in die erste Liga auf. 2010 spielte er beim Erstligisten SE Palmeiras und EC Vitória. 2012 wechselte er zum japanischen Gamba Osaka. 2013 kehrte er nach Brasilien zurück und unterschrieb einen Vertrag bei Mirassol FC. 2014 und 2016 spielte er beim Zweitligisten Portuguesa, América Mineiro und Ceará SC. 2017 war er beim Erstligisten Atlético Goianiense unter Vertrag. Danach spielte er bei Clube de Regatas Brasil, SER Caxias do Sul, São Bernardo FC und Portuguesa.